# Kalāteh-ye Āqā Nabī
Kalāteh-ye Āqā Nabī (persiska: کلاته آقا نبی) är en ort i Iran.   Den ligger i provinsen Nordkhorasan, i den nordöstra delen av landet, 500 km öster om huvudstaden Teheran. Kalāteh-ye Āqā Nabī ligger 861 meter över havet och antalet invånare är 338.
Terrängen runt Kalāteh-ye Āqā Nabī är kuperad. Runt Kalāteh-ye Āqā Nabī är det ganska glesbefolkat, med 27 invånare per kvadratkilometer. Närmaste större samhälle är Āshkhāneh, 15,4 km väster om Kalāteh-ye Āqā Nabī. Trakten runt Kalāteh-ye Āqā Nabī består till största delen av jordbruksmark.